# Canton de Charleville-Mézières-4
Le canton de Charleville-Mézières-4 est une circonscription électorale française du département des Ardennes, créée par le décret du 21 février 2014 et entrée en vigueur lors des élections départementales de 2015.

## Histoire
Un nouveau découpage territorial des Ardennes entre en vigueur en mars 2015, défini par le décret du 13 février 2014, en application des lois du 17 mai 2013 (loi organique 2013-402 et loi 2013-403). Les conseillers départementaux sont, à compter de ces élections, élus au scrutin majoritaire binominal mixte. Les électeurs de chaque canton élisent au Conseil départemental, nouvelle appellation du Conseil général, deux membres de sexe différent, qui se présentent en binôme de candidats. Les conseillers départementaux sont élus pour 6 ans au scrutin binominal majoritaire à deux tours, l'accès au second tour nécessitant 12,5 % des inscrits au 1er tour. En outre la totalité des conseillers départementaux est renouvelée. Ce nouveau mode de scrutin nécessite un redécoupage des cantons dont le nombre est divisé par deux avec arrondi à l'unité impaire supérieure si ce nombre n'est pas entier impair, assorti de conditions de seuils minimaux. Dans les Ardennes, le nombre de cantons passe ainsi de 37 à 19. Le canton de Charleville-Mézières-4 fait partie des 10 nouveaux cantons du département, les 9 autres cantons portant la dénomination d'un ancien canton, mais avec des limites territoriales différentes.

## Représentation
| Période élective | Période élective | Mandat | Mandat   | Identité             | Nuance | Nuance | Qualité |
| ---------------- | ---------------- | ------ | -------- | -------------------- | ------ | ------ | --- |
| 2015             | 2021             | 2015   | 2021     | Jean-François Leclet |        | UDI    | Médecin, Président de l'UDI-08 Ancien conseiller général du Canton de Novion-Porcien Vice président du Conseil départemental                                                                              |
| 2015             | 2021             | 2015   | 2021     | Marie-José Moser     |        | UDI    | Retraitée de la Fonction publique territoriale Vice-Présidente de Ardenne Métropole (jusqu'à 2020) Conseillère municipale de Charleville-Mézières (jusqu'à 2020) Vice-présidente du Conseil départemental |
| 2021             | 2028             | 2021   | en cours | Eddy Czarny          |        | DVG    | Chef d'entreprise, conseiller municipal de Charleville-Mézières |
| 2021             | 2028             | 2021   | en cours | Marie-Josée Moser    |        | UDI    | Conseillère sortante |

### Résultats détaillés

#### Élections de mars 2015
À l'issue du 1er tour des élections départementales de 2015, deux binômes sont en ballottage : Yannick Gautier et Jacqueline Malzac (FN, 30,79 %) et Jean-François Leclet et Marie-José Moser (UDI, 29,37 %). Le taux de participation est de 37,06 % (3 348 votants sur 9 033 inscrits) contre 48,72 % au niveau départemental et 50,17 % au niveau national.
Au second tour, Jean-François Leclet et Marie-José Moser (UDI) sont élus avec 62,77 % des suffrages exprimés et un taux de participation de 36,82 % (1 892 voix pour 3 326 votants et 9 033 inscrits).

#### Élections de juin 2021
Le premier tour des élections départementales de 2021 est marqué par un très faible taux de participation (33,26 % au niveau national). Dans le canton de Charleville-Mézières-4, ce taux de participation est de 22,35 % (1 597 votants sur 7 147 inscrits) contre 31,87 % au niveau départemental. À l'issue de ce premier tour, deux binômes sont en ballottage : Eddy Czarny et Marie-Josée Moser (Union au centre et à gauche, 35,36 %) et Luc Despas et Marie-France Gautier (RN, 25,67 %).
Le second tour des élections est marqué une nouvelle fois par une abstention massive équivalente au premier tour. Les taux de participation sont de 34,3 % au niveau national, 32,73 % dans le département et 24 % dans le canton de Charleville-Mézières-4. Eddy Czarny et Marie-Josée Moser (Union au centre et à gauche) sont élus avec 69,73 % des suffrages exprimés (1 122 voix pour 1 717 votants et 7 153 inscrits),,.

## Composition
| Nom                                          | Code Insee | Intercommunalité     | Superficie (km2) | Population (dernière pop. légale)                | Densité (hab./km2) | Modifier                                    |
| -------------------------------------------- | ---------- | -------------------- | ---------------- | ------------------------------------------------ | ------------------ | ------------------------------------------- |
| Charleville-Mézières (bureau centralisateur) | 08105      | CA Ardenne Métropole | 31,44            | Fraction : 12 512 (2022) Commune : 45 634 (2022) | 1 451              | modifier les données · modifier les données |
| La Francheville                              | 08180      | CA Ardenne Métropole | 6,79             | 1 647 (2022)                                     | 243                | modifier les données · modifier les données |
| Canton de Charleville-Mézières-4             | 0807       |                      |                  | 14 159 (2022)                                    |                    | modifier les données                        |

Le canton de Charleville-Mézières-4 comprend :
1. La commune de La Francheville,
2. La partie de la commune de Charleville-Mézières non incluse dans les cantons de Charleville-Mézières-1, de Charleville-Mézières-2 et de Charleville-Mézières-3.

## Démographie
En 2022, le canton comptait 14 159 habitants, en évolution de −5,96 % par rapport à 2016 (Ardennes : −2,97 %, France hors Mayotte : +2,11 %).
| 2013   | 2018   | 2022   |
| ------ | ------ | ------ |
| 16 213 | 15 011 | 14 159 |